# Solenopsis brevicornis
Solenopsis brevicornis är en myrart som beskrevs av Carlo Emery 1888. Solenopsis brevicornis ingår i släktet eldmyror, och familjen myror.

## Underarter
Arten delas in i följande underarter:
- S. b. brevicornis
- S. b. medioclara
- S. b. petropolitana